# Arthur Cushman McGiffert
Arthur Cushman McGiffert, né le 4 mars 1861 à Sauquoit (New York) et mort en 1933, est un théologien protestant américain, spécialiste d'histoire de l'Église et de dogmatique, il s'inscrit dans une perspective historico-critique et dans un courant théologique libéral.

## Biographie
Il est diplômé du Western Reserve College  (1882) et de l'Union Theological Seminary (1885). Il poursuit ses études en Allemagne avec le théologien Adolf von Harnack (1885-1887), en Italie et en France, en 1888, et soutient un doctorat en philosophie à l'université de Marbourg. Il est nommé chargé d'enseignement (1888-1890) puis professeur  d'histoire de l'Église (1890-1893) au Lane Theological Seminary (en). En 1893, il est nommé professeur d'histoire de l'Église à l'Union Theological Seminary, où il succède à Philip Schaff. En 1917, il est élu président de son université.

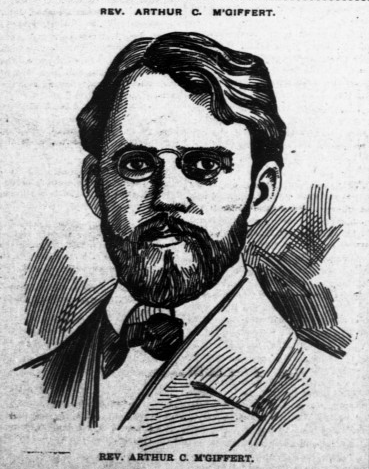
1900

## Travail
La plupart de ses travaux de recherche, à l'exception d'occasionnelles études de philosophie, sont consacrés à l'histoire de l'Église et à la dogmatique. Sa publication la plus connue est History of Christianity in the Apostolic Age  (1897). Ce livre, qui s'inscrit dans une perspective historico-critique a suscité des oppositions du synode de l'Église presbytérienne. Elles ont conduit McGiffert à quitter l'Église presbytérienne, tout en conservant son poste de professeur à l'Union Theological Seminary.
Son livre le plus important est A History of Christian Thought, en deux tomes (1932, 1933). Il est également l'auteur de A Dialogue between a Christian and a Jew (1888) et d'une traduction en anglais de l'Histoire ecclésiastique d'Eusèbe de Césarée (1890), et de l'ouvrage The Apostle's Creed (1902), dans lequel il souligne que le credo représentait une protestation contre le dualisme de Marcion et son déni de la réalité de la nature humaine de Jésus.